# Erich Holliger
Erich Holliger (* 2. Mai 1936 in Langenthal; † 22. Juli 2010 in Basel) war ein Schweizer Theaterregisseur.
Erich Holliger gab szenischen Unterricht am Konservatorium Winterthur, war unter anderem Regisseur beim Theater Basel unter Horst Statkus und leitete die Produktion verschiedener Sendungen des Schweizer Fernsehens. Von 1995 bis 2001 wirkte Holliger an den Mittwoch-Mittag-Konzerten der Christoph Merian Stiftung mit.
Erich Holliger war der Bruder des Oboisten Heinz Holliger (* 1939).